# 1612 (film)
Pour les articles homonymes, voir 1612 (homonymie).
Pour plus de détails, voir Fiche technique et Distribution.
1612 est un film historique russe de Vladimir Khotinenko, sorti en 2007 et produit par Nikita Mikhalkov.
Il est sorti en salles en Russie, le 1er novembre 2007, et traite de la guerre russo-polonaise au Temps des troubles en Russie, en 1612.

## Synopsis
L'action du film se situe en 1612, au moment de la chute de la dynastie des Riourikides, époque appelée par les historiens le Temps des Troubles où la Russie fut plongée dans le désordre, connut la famine et des invasions étrangères, notamment polono-lituaniennes.
Andreï, page à la Cour de Boris Godounov, est le témoin du meurtre de la famille du tsar, sur l'ordre des Boyards. Dix ans après, il parcourt la Russie avec un aristocrate espagnol, Alvaro Borja. Celui-ci est tué par un des mercenaires accompagnant la future tsarine Xénia (à la suite d'un différend de jeu) en profitant d'une embuscade. Andreï prend les vêtements de son défunt maître espagnol et se fait passer pour lui.
Andreï est obsédé par le souvenir de la belle Xénia, la fille du tsar. Il pense qu'elle est encore en vie et part à sa recherche en étant considéré comme un chevalier.

## Distribution
- Piotr Kislov : Andrei
- Mikhaïl Poretchenkov : Prince Dmitri Pojarski
- Michał Żebrowski : Le Hetman polonais
- Marat Bacharov : Commandant Navoloka
- Alexandre Balouïev : Brigand Osina
- Arthur Smolianinov : Kostka
- Violetta Davydovskaïa : Xénia Godounova
- Ramon Langa : Alvaro Borja